# تقييم جودة المعلم
يشمل تقييم جودة المعلم بشكل عام مراجعات للمؤهلات واختبارات معرفة المعلم وملاحظات الممارسة وحجم مكاسب تعلم الطلاب.  تُستخدم تقييمات جودة المعلم حاليًا في خلق السياسات، وقرارات التوظيف والمنح، وتقديرات المعلمين، ومكافاه الاستحقاق، وبيانات لإبلاغ النمو المهني للمعلمين.

## المؤهلات وبيانات الاعتماد وخصائص المعلم
تتضمن مؤهلات المعلم مجموعة من المتغيرات التي تؤثر على جودة المعلم، بما في ذلك: نوع شهادة التدريس، تخصص البكالوريوس أو الثانوي، مؤسسة جامعية، درجة (شهادات) متقدمة أو شهادات (مثل الشهادة من خلال المجلس الوطني لمعايير التدريس المهنية ومركز اعتماد المعلمين (CENTA)، نوع برنامج الإعداد (المسار التقليدي أو البديل)، درجات الاختبار (مواضيع مختلفة، الترخيص، أو اختبارات المهارات اللفظية)، وسنوات من الخبرة في التدريس. في العديد من البلدان، تمثل أوراق اعتماد التدريس المقياس الرئيسي لجودة المعلم. في الولايات المتحدة، يتمثل أحد أهداف قانون «عدم ترك أي طفل في الخلف» في ضمان استيفاء جميع المعلمين للمعايير التي تحددها الدولة للمعلمين المؤهلين تأهيلاً عالياً. الخصائص الديموغرافية مثل جنس المعلم، أو العرق، أو العرق، أو الخلفية الاجتماعية والاقتصادية، يمكن أيضًا وصفها بأنها عناصر لجودة المعلم كمتغيرات تؤثر على نتائج الطلاب. هذه المؤشرات الخاصة بجودة المعلم بسيطة نسبيًا للتحقق، على عكس إنجاز الطالب وتدابير مراقبة المعلم الموضحة أدناه.

## مقاييس تحصيل الطلاب
يتم قياس جودة المعلم فيما يتعلق بإنجاز الطالب - المعروف أيضًا باسم «فعالية المعلم» - من حيث مكاسب إنجازات الطلاب. معظم البحوث الموجودة حول جودة المعلم تتعلق بالسمات التي يمكن ملاحظتها وإعدادها وبيانات اعتمادها (Goldhaber، 2002؛ McCaffrey et al. 2003؛ Neild and Ripple، 2008). ومن المحتمل ان أكثر السمات التي تمت دراستها على نطاق واسع هي مستويات الخبرة والتعليم، ويرجع ذلك جزئيًا إلى أنه يمكن الحصول على البيانات بسهولة بسبب استخدامها في تحديد الرواتب (Goldhaber ، 2002). ومع ذلك، هناك أدلة مختلطة على أن مستويات الخبرة والتعليم ترتبط بتعلم الطلاب (Goldhaber، 2002؛ Goldhaber and Brewer، 1997، 2000؛ Hanushek، 1997؛ Wenglinsky، 2002).  يتم قياس إنجاز الطلاب من خلال استخدام الاختبارات المعيارية لتحديد النمو الأكاديمي للطلاب بمرور الوقت. في الآونة الأخيرة، أطلق أحد أنواع تحليل هذا النمو على «نمذجة القيمة المضافة»، باتباع نهج عام 1971 من إريك هانوشيك،  سعى إلى عزل جزء من مكاسب إنجازات الطلاب التي تُعزى إلى المعلمين الفرديين، أو في بعض الحالات مجموعات من معلمون.
ومع ذلك، قيل أن مقاييس إنجاز الطلاب لا ترتبط بالضرورة تمامًا بكفاءة المعلم، نظرًا لوجود العديد من العوامل التي تؤثر على أداء الطالب والتي لا تخضع لسيطرة المعلم.

## ممارسة المعلم
قد تعتمد تقييمات جودة المعلم أيضًا على الأدلة التي تم جمعها من ملاحظات عمل المعلمين التي تؤدي إلى تمكين المعلمين الفعالين. يمكن جمع هذه الأدلة من الملاحظات الشخصية أو المرئية المسجلة عن التدريس ومؤتمرات ما قبل وبعد الملاحظة مع المعلمين وعينات من عمل المعلمين مع الطلاب. قد تفحص تقييمات ممارسة المعلم جودة المعلم لدرس واحد أو على مدار العام الدراسي بأكمله. قد تكون هذه التقييمات كلي أو السرد في النموذج، ولكن في الموضوع أنظمة المستندة إلى تقييم المعلم مثل إطار للتعليم،  والفصول تقييم سجل النظام (كلاس)  أصبحت على نحو متزايد أكثر شيوعا في الولايات المتحدة من أجل للتوافق مع متطلبات المساءلة الفيدرالية والولائية. طورت العديد من المناطق التعليمية قواعدها الخاصة لهذا الغرض، مثل نظام IMPACT المستخدم في مدارس مقاطعة كولومبيا العامة. تتطلب التقييمات الأخرى القائمة على الممارسة لجودة المعلم أن يقوم المعلمون بأنفسهم بتجميع الأدلة والتقييم الذاتي لمؤشراتهم الخاصة بجودة المعلم وفقًا لنماذج التقييم كجزء من العملية. تشمل الأمثلة تقييم الأداء لمعلمي كاليفورنيا (PACT)  وخلفه الوطني edTPA ،  عينة عمل المعلم التي تتخذ من ولاية أوريغون مقراً لها. وجمع التقييمات المطلوبة من قبل المعلمين الذين يسعون للحصول على شهادة من المجلس الوطني لمعايير التدريس المهنية.

## خبرة المعلم
الطريقة التي يتم بها إعداد معظم أنظمة تعويض المعلمين الحالية هي مكافأة المعلمين بزيادة الرواتب لكل سنة من الخبرة الإضافية التي يكتسبونها. ومع ذلك، فإن المؤلفات البحثية حول القوة التنبؤية لتجربة المعلم لمكاسب إنجازات الطلاب تكشف عن تأثيرات متواضعة للخبرة تقتصر على السنوات القليلة الأولى من مهنة المعلم. بحث قام به Hanushek و Kain و O'Brien و Rivkin (2005) و Kane et al. (2006)، وروكوف (2004) يقترح أن فعالية المعلم تنمو في السنوات الأربع أو الخمس الأولى في الفصل الدراسي ثم تبدأ في الاستقرار.

## أهم صفات المعلم الناجح
1. متفتح ومتجدد الفكر.
2. شغوف بتطور طرق التعليم واساليبه الحديثه.
3. متمكنا ومتمرسا بالمادة.
4. على تواصل دائم بأولياء الامور.
5. يستخدم أحد انظمة إدارة المدارس الحديثة.
6. يضيف المرح إلى التعلم ويثير روح البهجة للطلاب.
7. يكافئ الطلاب المتميزين لتشجيعهم على التفوق وتشجيع الطلاب الاخرين للوصول بهم إلى مرحلة التفوق.[15]

## مناهج تقييم المعلمين
تقييم المعلم هو عملية تُستخدم لقياس فعالية المعلم بناءً على تعلم الطلاب ونجاحهم. تغيرت تقييمات المعلمين على مر السنين. في السنوات السابقة، كانت تقييمات المعلمين تستند إلى الخصائص الشخصية للمعلم، ومع ذلك، بدءًا من أوائل الخمسينيات حتى الثمانينيات، اتخذت تقييمات المعلمين تحولًا وبدأت في التركيز على تدريس المعلمين، والذي تمت ملاحظته من خلال نتائج الطلاب. بعد الثمانينيات، تم قياس تقييمات المدرسين بناءً على زيادة التطوير المهني والمساءلة وتحسين المدرسة.
وقد اتخذ تقييم المعلم العديد من الأساليب التي لاحظت ممارسات المعلم. تعد مقاييس التدريس الفعال (MET)، ونموذج إطار عمل دانيلسون، ونظام تقييم الفصول الدراسية (CLASS)، ونموذج القيمة المضافة (VAM) كلها أدوات تقييم تهدف إلى قياس تحصيل الطلاب باستخدام تقييم المعلم. يقيم MET فعالية المعلم من خلال خمسة مقاييس: مكاسب الطلاب في الاختبار القياسي، وجلسات الفصل الدراسي المسجلة وتأملات المعلم بعد ذلك، ومعرفة المعلمين في المحتوى التربوي، وجهات نظر الطلاب في الفصل الدراسي وتعليمات المعلم، والمعلمين يمتلكون وجهات نظرهم بشأن عملهم شروط ودعم المدرسة.
بينما يستخدم منهج MET خمسة مقاييس لتقييم فعالية المعلم، يقوم نموذج دانيلسون Framework Framework بتقييم المعلمين باستخدام أربعة مجالات: التخطيط والإعداد، وبيئة الفصل الدراسي، والتعليم، والمسؤوليات المهنية. في إطار التقييم هذا، يتم تقييم المعلمين من خلال نموذج تقييم يحتوي على هذه المجالات الأربعة. يمكن تصنيفها أو قياسها على أنها غير مرضية أو أساسية أو بارعة أو مميزة. في هذا الدليل، يتم تقييم المعلمين من خلال السمات والأمثلة المهمة عند ملاحظة.
يقيّم منهج CLASS ، بقلم روبرت بيانتا، المعلمين بناءً على تفاعلهم مع الطلاب. للقيام بذلك، يقوم نموذج CLASS بتقييم تفاعلات المعلمين باستخدام ثلاثة مجالات: الدعم العاطفي، وتنظيم الفصول الدراسية، والدعم التعليمي. هذا النهج أكثر مرونة، حيث تختلف المجالات المستخدمة داخل النهج بناءً على مستويات درجات الطلاب.
من ناحية أخرى، يستخدم نهج VAM مكاسب درجات اختبار الطلاب ليعكس فعالية المعلمين. على عكس الطرق الأخرى التي تقيم خصائص معينة أو أسلوب التدريس في تقييمات المعلمين، فإن VAM لا تقوم بتقييم المعلم بشكل مباشر. على الرغم من أن العديد من مناهج تقييمات المعلمين يتم مناقشتها، يقال أن VAM غير متناسق في نهجها بسبب الاختلاف في الفصول الدراسية أو السنوات أو الاختبار لأن تدابير فعاليتها لا تستند إلى المعلمين. ومع ذلك، قالت إن إجراءات VAM فعالة بأثر رجعي بسبب ممارسات المعلمين التي تؤثر على تعلم الطلاب.
وأخيرًا، تستخدم منظمة في الهند تسمى مركز اعتماد المعلمين (CENTA) خطوتين رئيسيتين في اعتماد وتقييم المعلمين. الخطوة الأولى هي اختبار موضوعي يعتمد على الموضوع المختار وممارسة الفصل الدراسي والقدرة المنطقية والتواصل وما إلى ذلك. الخطوة الثانية هي التقييم العملي الذي يتكون من تقديم الحافظة الإلكترونية وتقييم مراقب + مقابلة. يعتمد هذا التقييم والاعتماد على معايير CENTA  التي تم تطويرها بعد عدة سنوات من البحث والتغذية الراجعة.

## روابط خارجية
- نظام GPS الخاص بالتعليم التابع لمنظمة التعاون الاقتصادي والتنمية، مراجعة لتحليل وإحصاءات سياسة التعليم: تقييم المعلم
- وزارة التعليم الأمريكية: تحسين جودة المعلم
- المركز الوطني لجودة المعلم
- مركز جودة التدريس
- المركز الوطني الشامل لجودة المعلم
- مركز أبحاث القيمة المضافة في UW-Madison
- إد تراست: جودة المعلم
- منظمة التعاون والتنمية في الميدان الاقتصادي (OECD): صفحة التعليم
- مقاييس مشروع التدريس الفعال
- دليل شامل عن إدارة الجودة الشاملة في التعليم